# 3104 Дюрер
3104 Дюрер  (3104 Dürer) — астероїд головного поясу, відкритий 24 січня 1982 року.
Тіссеранів параметр щодо Юпітера — 3,127.